# Нанофотоніка
Нанофотоніка або нанооптика — це вивчення поведінки світла в нанометровому масштабі та взаємодії нанометрових об'єктів зі світлом. Це галузь оптики, оптичної техніки, електротехніки та нанотехнологій. Вона часто включає діелектричні структури, такі як наноантени або металеві компоненти, які можуть транспортувати та фокусувати світло через поверхневі плазмон-поляритони.
Термін «нанооптика», як і термін «оптика», зазвичай стосується ситуацій, пов'язаних із ультрафіолетовим, видимим та ближнім інфрачервоним світлом (довжина хвилі у вільному просторі від 300 до 1200 нанометрів).

## Засади
Звичайні оптичні компоненти, такі як лінзи та мікроскопи, як правило, не можуть нормально фокусувати світло до нанометрових (глибоких субхвильових) масштабів через дифракційну межу (критерій Релея). Тим не менш, можна стиснути світло в нанометровий масштаб за допомогою інших методів, таких як, наприклад, поверхневі плазмони, локалізовані поверхневі плазмони навколо нанорозмірних металевих об'єктів, а також нанорозмірні отвори та нанорозмірні гострі наконечники, які використовуються в скануючій оптичній мікроскопії ближнього поля (SNOM або NSOM) та скануючій тунельній мікроскопії з використанням світла.

## Застосування
Дослідники нанофотоніки переслідують дуже різноманітні цілі, починаючи від біохімії до електротехніки та безвуглецевої енергії. Деякі з цих цілей підсумовано нижче.

### Оптоелектроніка та мікроелектроніка
Якщо світло можна втиснути в невеликий об'єм, його можна поглинути та виявити маленьким детектором. Малі фотодетектори, як правило, мають низку бажаних властивостей, включаючи низький рівень шуму, високу швидкість, низьку напругу та потужність.
Невеликі лазери мають різноманітні бажані властивості для оптичного зв’язку, включаючи низький пороговий струм (що сприяє енергоефективності) і швидку модуляцію (що означає більшу передачу даних). Для дуже малих лазерів потрібні субхвильові оптичні резонатори. Прикладом є спазери, версія лазерів на поверхневих плазмонах.
Інтегральні схеми виготовляються за допомогою фотолітографії, тобто впливу світла. Щоб зробити дуже маленькі транзистори, світло потрібно сфокусувати в надзвичайно чіткі зображення. Використовуючи різні методи, такі як імерсійна літографія та фотомаски зі зсувом фази, справді вдалося зробити зображення набагато тоншими за довжину хвилі — наприклад, малювання 30 нм рядків із використанням 193 нм світла. Для цього застосування також були запропоновані плазмонні методи.
Магнітний запис із допомогою тепла — це нанофотонний підхід до збільшення обсягу даних, які може зберігати магнітний диск. Перед записом даних потрібно, щоб лазер нагрівав крихітну субхвильову ділянку магнітного матеріалу. Магнітна записуюча головка матиме металеві оптичні компоненти для концентрації світла в потрібному місці.
Мініатюризація в оптоелектроніці, наприклад мініатюризація транзисторів в інтегральних схемах, покращила їх швидкість і вартість. Однак оптоелектронні схеми можна мініатюризувати, лише якщо зменшити оптичні компоненти разом з електронними компонентами. Це актуально для оптичного зв’язку на чіпі (тобто передачі інформації від однієї частини мікрочіпа до іншої шляхом надсилання світла через оптичні хвилеводи замість зміни напруги на дроті).

### Сонячні елементи
Сонячні батареї часто працюють найкраще, коли світло поглинається дуже близько до поверхні, тому що електрони поблизу поверхні мають кращі шанси бути зібраними, а також тому, що пристрій можна зробити тоншим, що зменшує вартість. Дослідники досліджували різноманітні нанофотонні методи посилення світла в оптимальних місцях сонячної батареї.

### Контрольоване вивільнення протиракових терапевтичних засобів
Нанофотоніка також була залучена до сприяння контрольованому вивільненню протиракових терапевтичних засобів, таких як адріаміцин, з нанопористих оптичних антен на вимогу, для націлювання на потрійний негативний рак молочної залози та пом'якшення механізмів резистентності до протиракових препаратів екзоцитозу, а отже, для уникнення токсичності для нормальних системних тканин і клітин.

### Спектроскопія
Використання нанофотоніки для створення високої пікової інтенсивності: якщо задана кількість світлової енергії стискається у все менший і менший об'єм («гарячу точку»), інтенсивність у гарячій точці стає дедалі більшою. Це особливо корисно в нелінійній оптиці; прикладом є раманівське розсіювання з поверхневим посиленням. Це також дозволяє проводити чутливі спектроскопічні вимірювання навіть окремих молекул, розташованих у гарячій точці, на відміну від традиційних методів спектроскопії, які беруть у середньому мільйони або мільярди молекул.

### Мікроскопія
Однією з цілей нанофотоніки є створення так званої «суперлінзи», яка б використовувала метаматеріали (див. нижче) або інші методи для створення зображень, точніших за межу дифракції (глибокий субхвильовий розмір). У 1995 році Guerra продемонстрував це, зобразивши кремнієву решітку з лініями та проміжками 50 нм з освітленням з довжиною хвилі 650 нм у повітрі. Це було досягнуто шляхом з'єднання прозорої фазової решітки з лініями та проміжками 50 нм (метаматеріал) з об'єктивом імерсійного мікроскопа (суперлінза).
Скануючий оптичний мікроскоп ближнього поля (NSOM або SNOM) — це зовсім інша нанофотонна техніка, яка досягає тієї ж мети — отримання зображень із роздільною здатністю, значно меншою за довжину хвилі. Вона передбачає растрове сканування дуже гострого кінчика або дуже малого отвору над поверхнею для зображення.
Мікроскопія ближнього поля загалом відноситься до будь-якої техніки, що використовує ближнє поле (див. нижче) для досягнення нанорозмірної субхвильової роздільної здатності. У 1987 році Герра (працюючи в корпорації Polaroid) досяг цього за допомогою нескануючого фотонного тунельного мікроскопа з повним полем. В іншому прикладі інтерферометрія з подвійною поляризацією має пікометрову роздільну здатність у вертикальній площині над поверхнею хвилеводу. 

### Оптичне зберігання даних
Нанофотоніка у формі субхвильових оптичних структур ближнього поля, відокремлених від носіїв запису або інтегрованих у носії запису, використовувалася для досягнення щільності оптичного запису, набагато більшої, ніж дозволяє дифракційна межа. Ця робота почалася в 1980-х роках у Polaroid Optical Engineering (Кембридж, Массачусетс) і продовжилася за ліцензією в Calimetrics (Бедфорд, Массачусетс) за підтримки Програми передових технологій NIST.

### Інженерія забороненої зони
У 2002 році Герра (корпорація Nanoptek) продемонстрував, що нанооптичні структури напівпровідників демонструють зміщення забороненої зони через індуковану деформацію. У випадку діоксиду титану структури з шириною у половину висоти менші 200 нм поглинатимуть не лише звичайну ультрафіолетову частину сонячного спектру, але також добре видиму синю частину високої енергії. У 2008 році Тулін і Гуерра опублікували моделювання, яке показало не тільки зміщення забороненої зони, але й зміщення краю смуги, а також вищу рухливість дірок для меншої рекомбінації заряду. Діоксид титану, розроблений із застосуванням забороненої зони, використовується як фотоанод у ефективному фотолітичному та фотоелектрохімічному виробництві водневого палива з сонячного світла та води.

### Кремнієва нанофотоніка
Кремнієва фотоніка — це підгалузь нанофотоніки на основі кремнію, в якому нанорозмірні структури оптоелектронних пристроїв реалізовані на кремнієвих підкладках і здатні керувати як світлом, так і електронами. Вони дозволяють поєднати електронні та оптичні функції в одному пристрої. Такі пристрої знаходять широке застосування поза межами академічних установок, наприклад, спектроскопія середнього інфрачервоного діапазону та обертонова спектроскопія, логічні вентилі та криптографія на чіпі тощо.
Станом на 2016 рік дослідження в кремнієвій фотоніці охоплювали модулятори світла, оптичні хвилеводи та з’єднувачі, оптичні підсилювачі, фотодетектори, елементи пам'яті, фотонні кристали тощо. Особливий інтерес представляють кремнієві наноструктури, здатні ефективно генерувати електричну енергію з сонячного світла (наприклад, для сонячних панелей).

## Принципи

### Плазмони та металооптика
Метали є ефективним засобом для обмеження світла в діапазоні, значно нижчому за довжину хвилі. Спочатку це використовувалося в радіо- та мікрохвильовій техніці, де металеві антени та хвилеводи можуть бути в сотні разів меншими за довжину хвилі у вільному просторі. З подібної причини видиме світло може бути обмежено нанорозміром за допомогою нанорозмірних металевих структур, таких як нанорозмірні структури, наконечники, проміжки тощо. Багато нанооптичних конструкцій виглядають як звичайні мікрохвильові або радіохвильові схеми, але зменшені в 100 000 разів або більше. Зрештою, радіохвилі, мікрохвилі та видиме світло — це електромагнітне випромінювання; вони відрізняються лише частотою. Таким чином, за інших рівних умов мікрохвильовий контур, зменшений у 100 000 разів, поводитиметься так само, але на 100 000 разів вищій частоті. Цей ефект чимось аналогічний громовідводу, де поле концентрується на кінчику. Область технологій, яка використовує взаємодію між світлом і металами, називається плазмонікою. Це принципово засновано на тому, що діелектрична проникність металу дуже велика і негативна. На дуже високих частотах (поблизу та вище плазмової частоти, як правило, ультрафіолету) діелектрична проникність металу не така велика, і метал перестає бути корисним для концентрації полів.

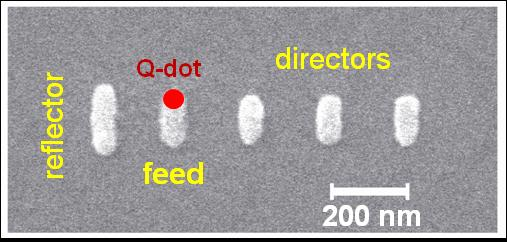
Зображення скануючої електронної мікроскопії (SEM) п'ятиелементної антени Ягі–Уда, що складається з фідерного елемента, одного рефлектора та трьох директорів, виготовленої методом електронно-променевої літографії.

Наприклад, дослідники виготовили нанооптичні диполі та антени Ягі–Уда, по суті, за тією ж конструкцією, що й для радіоантен.
Металеві паралельні пластинчасті хвилеводи (смугові лінії), зосереджені постійні елементи схеми, такі як індуктивність і ємність (на частотах видимого світла, значення останньої мають порядок фемтогенрі та аттофарад відповідно), і узгодження імпедансу дипольних антен з лінією передачі, всі знайомі методи на мікрохвильових частотах, є деякими сучасними напрямками розвитку нанофотоніки. Тим не менш, існує ряд дуже важливих відмінностей між нанооптикою та зменшеними мікрохвильовими схемами. Наприклад, на оптичній частоті метали поводяться набагато менш як ідеальні провідники, а також виявляють цікаві ефекти, пов'язані з плазмоном, такі як кінетична індуктивність і поверхневий плазмонний резонанс. Подібним чином оптичні поля взаємодіють із напівпровідниками принципово інакше, ніж мікрохвилі.

### Оптика ближнього поля
Перетворення Фур'є просторового розподілу поля складається з різних просторових частот. Більш високі просторові частоти відповідають дуже тонким рисам і гострим краям.
У нанофотоніці часто вивчають сильно локалізовані джерела випромінювання (диполярні випромінювачі, такі як флуоресцентні молекули). Ці джерела можна розкласти на широкий спектр плоских хвиль з різними хвильовими числами, які відповідають кутовим просторовим частотам. Частотні компоненти з вищими хвильовими числами порівняно з хвильовими числами у вільному просторі світла утворюють еванесцентні поля. Еванесцентні компоненти існують лише в ближньому полі випромінювача і розпадаються без передачі сумарної енергії в дальнє поле. Таким чином, субхвильова інформація від випромінювача розмивається; це призводить до дифракційної межі в оптичних системах.
Нанофотоніка в першу чергу займається хвилями ближнього поля. Наприклад, суперлінза (згадана вище) запобігла б загасанню еванесцентної хвилі, дозволяючи отримати зображення з вищою роздільною здатністю.

### Метаматеріали
Метаматеріали — це штучні матеріали, створені таким чином, щоб мати властивості, яких не можна знайти в природі. Вони створюються шляхом виготовлення масиву структур, менших за довжину хвилі. Невеликий (нано) розмір структур важливий: таким чином світло взаємодіє з ними так, ніби вони утворюють однорідне безперервне середовище, а не розсіюється на окремих структурах.